# Burg Engelsburg
Die Ruine der Burg Engelsburg (polnisch Ruiny Zamku Krzyżackiego w Pokrzywnie) im polnischen Pokrzywno gehört zu den ältesten steinernen Deutschordensburgen.

## Bauwerk

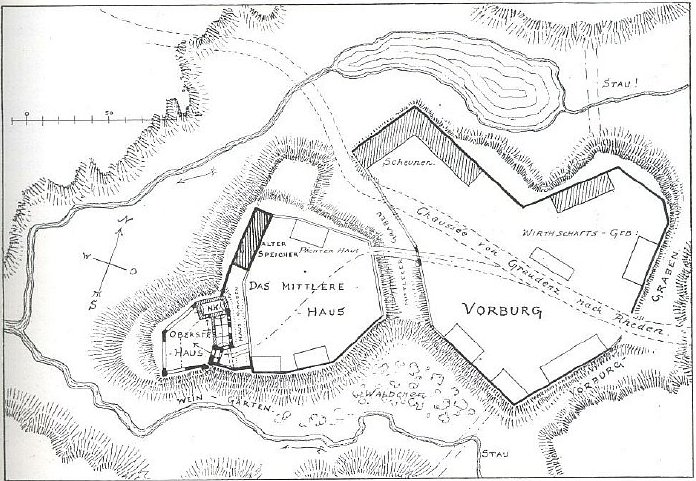
Lageplan, Conrad Steinbrecht, 1897

Die Anlage datiert aus der frühen Zeit des Ordens, als sich die regelmäßigen Burgtypen noch nicht herausgebildet hatten. Von der Hauptburg haben sich der Torbau und zwei in schiefem Winkel stehende Flügel erhalten. Eine Besonderheit ist die zweijochige Torkapelle über der Einfahrt. Die Engelsburg ähnelt eher einer gewachsenen Burg, weniger dem strengen Stil der Ordensburgen. Von den Wirtschaftsbauten hat sich in der inneren Vorburg ein 37 m langer Speicher erhalten. Am Zugang zur inneren Vorburg von Osten hat sich ein Ziertor erhalten. In der östlich anschließenden, unregelmäßig gestalteten äußeren Vorburg haben sich noch zwei große Backsteinscheunen und ein größeres Stück der Umfassungsmauer erhalten.

## Geschichte
Der Deutsche Orden nahm 1231 eine ältere Befestigung am Ort ein und gründete Engelsburg. Der Bau der Hauptburg wurde vermutlich in den 1250er Jahren begonnen. Der erste belegte Komtur Heinrich Brabantius ist 1278 erwähnt. Bei einem Umbau 1340 wurde u. a. der Ostflügel gewölbt. Von 1345 bis 1347 hatte Hochmeister Ludwig König hier seinen Alterssitz. Im Jahr 1413 wurde der abgesetzte Hochmeister Heinrich von Plauen hier interniert. Im Jahr 1454 fiel die Burg kampflos in die Hände des Preußischen Bundes. Ab 1566 war die Burg polnischer Starostensitz. Bei schwedischer Besetzung wurde die Burg 1657 beschädigt, aber wiederhergestellt. Nach 1784 erfolgten Abbruch und Verfall der Anlage.